# Bailliage de Morges
1539–1798
Entités précédentes :
- Bailliage de Moudon

Entités suivantes :
- District de Morges
- District de Cossonay
- District d'Aubonne
- District de Rolle

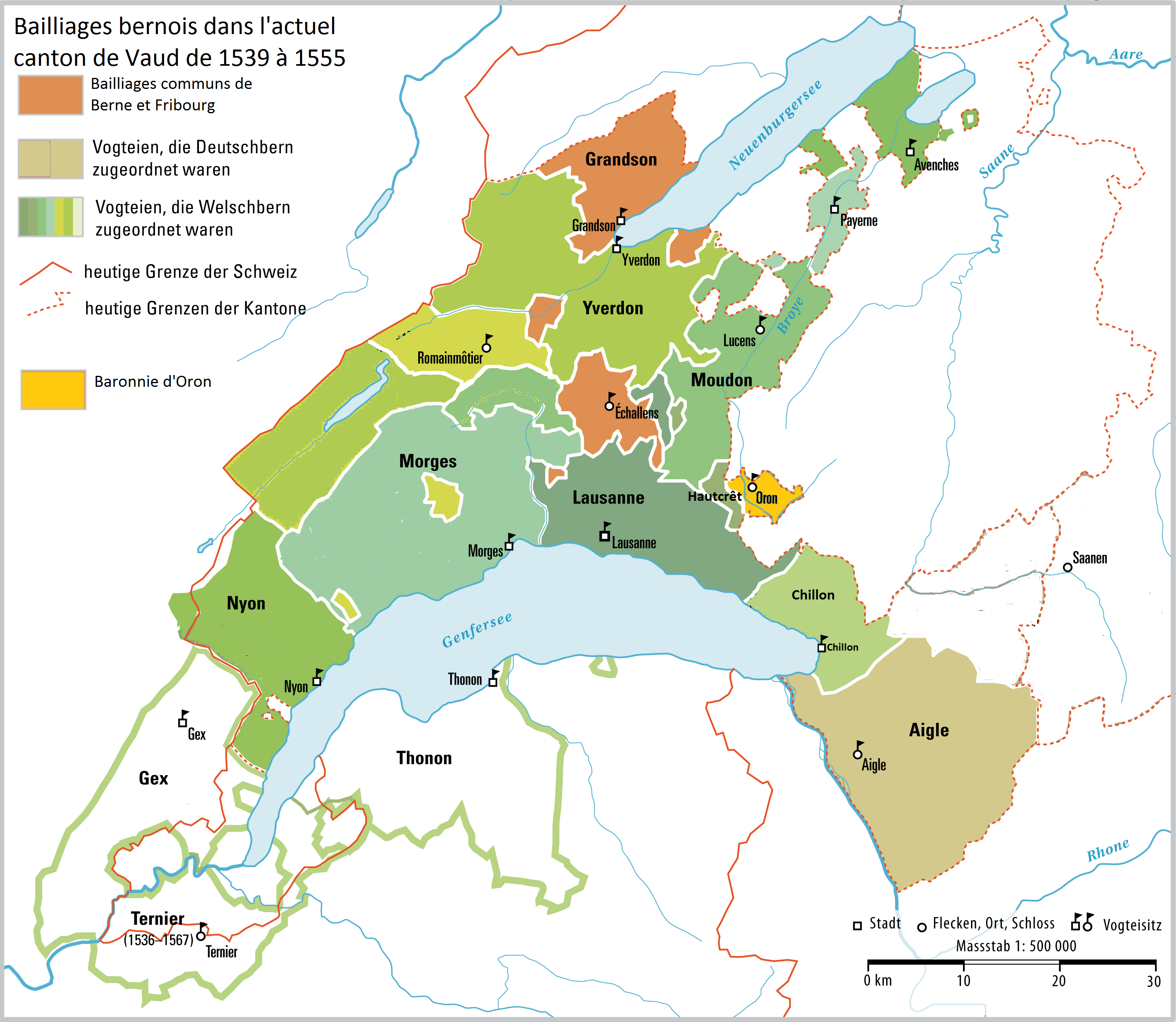
Carte des bailliages bernois de 1539 à 1555.

Le bailliage de Morges, est un des plus grands bailliages bernois dans le Pays de Vaud. Il est créé en 1539, soit trois ans après la conquête du Pays de Vaud par Berne et disparaît en 1798. 

## Histoire
En 1701, la baronnie d'Aubonne, fief du bailliage de Morges, est achetée par Berne et est érigée en bailliage.

## Liste des châtellenies et fiefs

### Châtellenies
- Châtellenie de Cossonay

### Fiefs
- Seigneurie d'Aubonne (jusqu'en 1701)
- Seigneurie de Mont-le-Grand (voir Mont-sur-Rolle)
- Seigneurie de Montricher
- Seigneurie de Vullierens
- Seigneurie de Dully
- Seigneurie de Bursinel
- Seigneurie d'Étoy (achetée par Berne en 1720)
- Seigneurie de Berolle

## Baillis
Les baillis sont les suivants :
- 1562-1568 : Hans Rudolf Manuel[1] ;

### Ouvrages
- A. Fink, « Les institutions bernoises de 1536 à 1786 et l'organisation du bailliage de Morges », Helvetia,‎ 1971, p. 101-107, 135-340.